# Friedrich Naumowitsch Gorenstein

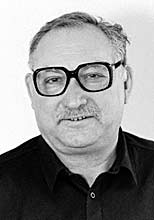
Friedrich Gorenstein (1994)

Friedrich Naumowitsch Gorenstein (russisch Фридрих Наумович Горенштейн; * 18. März 1932 in Kiew; † 2. März 2002 in Berlin) war ein russischer Schriftsteller und Drehbuchautor. Er setzte sich zeitlebens mit den Themen Stalinismus und Antisemitismus auseinander, wie auch mit dem Zusammenleben von Juden und Christen kombiniert mit philosophisch-religiösen Betrachtungen.

## Leben
Gorenstein wuchs als Sohn jüdischer Intellektueller in einem Waisenhaus auf, später bei Verwandten im Kaukasus sowie in der Ukraine. Sein Vater, ein Wirtschaftswissenschaftler, wurde Opfer der stalinistischen „Säuberungen“ durch die GPU, den sowjetischen Geheimdienst, der ihn in ein Gulag verschleppte, wo er 1935 bei einem Fluchtversuch erschossen wurde. Seine Mutter, eine Pädagogin, starb 1943 in einem Krankenhaus in Orenburg an Tuberkulose.
Nach dem Zweiten Weltkrieg musste sich der Sohn eines „Staatsfeindes“ bzw. „Volksschädlings“ als Tagelöhner und Hilfsarbeiter durchschlagen, ehe mit Beginn von Chruschtschows Entstalinisierung seine Eltern postum rehabilitiert wurden. Daraufhin nahm Gorenstein in den 1950er Jahren ein Studium am Institut für Bergbau in Dnepropetrowsk auf. Nebenbei schrieb er Erzählungen, die aber allesamt – bis auf Das Haus mit dem Türmchen 1964 – nicht publiziert wurden.
Nachdem er 1962 nach Moskau gezogen war, um dort einen Szenaristenlehrgang an der Staatlichen Filmhochschule zu absolvieren, spezialisierte sich Gorenstein auf das Verfassen von Drehbüchern – in der Hoffnung, so seinen Lebensunterhalt bestreiten zu können. Die meisten seiner Adaptionen unterlagen aber der Zensur; jedoch gelang es ihm, einige Verfilmungen zu realisieren, wie 1972 den Sciencefiction-Film Solaris von Andrei Tarkowski. Für Tarkowskis Film Andrej Rubljow schrieb er die Monologe der Titelfigur. Auch an der Usbekfilm-Produktion Die siebente Kugel war Gorenstein beteiligt.
Um das bestehende Publikationsverbot zu umgehen, veröffentlichte er 1977 seine Werke in ausländischen Emigrantenverlagen. Auch beteiligte er sich an dem von Wassili Aksjonow besorgten Literaturalmanach Metropol, der ohne Genehmigung der Zensurbehörde privat gedruckt wurde. Wegen seiner Nähe zu Dissidenten geriet er in den Fokus des KGB. Dank eines Stipendiums des DAAD emigrierte Gorenstein 1979 in die Bundesrepublik Deutschland, wo er bis zu seinem Tod 2002 in Berlin als freiberuflicher Schriftsteller arbeitete. Er war verheiratet und hatte einen Sohn.

„Gorenstein ist ein opulenter Erzähler…ein Meister des episodischen Erzählens …“

## Werke
- Die Sühne. Darmstadt, Neuwied 1979.
- Die Strasse zum schönen Morgenrot. Berlin, Weimar 1991.
- Psalm. Ein betrachtender Roman über die vier Strafen Gottes. Berlin 1992.
- Abschied von der Wolga., 2 Erzählungen, zusammen mit Wassilij Rosanow, Berlin 1992
- Tschok-Tschok. Ein philosophisch-erotischer Roman. Berlin 1993.
- Skrjabin. Poem der Ekstase. Darmstadt, Berlin 1994.
- Reisegefährten. Berlin 1995.
- Der Platz. Berlin 1995.
- Malen, wie die Vögel singen. Berlin 1996.
- Champagner mit Galle. Berlin 1997.
- Haus mit Türmchen; aus dem Russischen von Olga Radetzkaja; mit einem Nachwort von Katja Petrowskaja, Berlin : Matthes & Seitz, 2022, ISBN 978-3-7518-0631-2

Gorensteins literarischer Nachlass befindet sich im Archiv der Forschungsstelle Osteuropa an der Universität Bremen.

## Filmografie
- 1965: Der erste Lehrer (Первый учитель)
- 1972: Нечаянные радости – unvollendet
- 1972: Solaris (Солярис)
- 1974: Die siebente Kugel (Седьмая пуля)
- 1976: Sklavin der Liebe (Раба любви)
- 1978: Комедия ошибок (TV)